# Boadilla del Monte
Boadilla del Monte település Spanyolországban, Madrid tartományban. Boadilla del Monte Alcorcón, Pozuelo de Alarcón, Villaviciosa de Odón, Villanueva de la Cañada, Majadahonda és Brunete községekkel határos. Lakosainak száma 65 839 fő (2024).

## Népesség
A település népessége az utóbbi években az alábbiak szerint változott:
| Lakosok száma | 23 654 | 32 813 | 39 791 | 43 414 | 47 037 | 47 852 | 51 463 | 54 570 | 62 627 | 65 839 |
|               | 2001   | 2004   | 2007   | 2009   | 2012   | 2014   | 2017   | 2019   | 2022   | 2024   |